# Хронологія християнства в Україні
Християнство зародилося на теренах сучасної України наприкінці I тисячоліття н.е.. Перші відомі спроби офіційної християнізації (Аскольдове хрещення) датовані 860 роком, а остаточно християнство стало державною релігією Київської Русі протягом 988-991 років. Єдиною канонічною православною церквою незалежної України є Православна церква України.

## I. Початки і доба Київської Русі (до 1240)
Проникнення християнства на українські землі через місіонерів, за посередництвом торговельних зв'язків, чи походів на Візантію, відоме задовго до кн. Володимира Великого, коли воно стало офіційною (державною) релігією. Після Хрещення Руси була створена Київська митрополія, яка за дотатарських часів охоплювала 16 єпархій, з них 10 на українських землях. Київська митрополія перебувала в юрисдикції царгородського патріарха, але була фактично автокефальною, особливо у внутрішньому управлінні.
- Середина 1 ст. — Літописний переказ про перебування і поширення віри апостола Андрія Первозваного в Криму, над Дніпром і на «Київських горах».
- 97 — Папа Климент I загинув мученицькою смертю в Херсонесі у Криму.
- 4 ст. — поширення християнства серед готів (за посередництвом греків), що перебували на півдні України.
- 8 ст. — Створення єпархії в Тмуторокані.
- 860 — Під час нападу Аскольда на Царгород частина руського війська прийняла християнство, зокрема і сам князь
- 860-61 — святий Кирило-Константин у місійній подорожі на Північному Чорномор'ї (Крим) зустрічав християн.
- 882 — Літописна згадка про церкву святого Миколи у Києві, збудовану над могилою князя Аскольда.
- 899 — Перша згадка про єпископів у Перемишлі; перший відомий єпископ Антоній Добриня Ядрейкович (1218 — 25).
- 944 — Згадка про християнських послів-русів у договорі князя Ігоря з Візантією. Згадка про церкву святого Іллі в Києві.
- 955 — Хрещення княгині Ольги (канонізована в середині XIII ст.); під час її подорожі до Царгороду (957). За тогочасними джерелами, в її почті перебував священник Григорій.
- 961 — німецьке посольство єпископа Адальберта Маґдебурзького в Києві.
- 988 — Хрещення Русі князем Володимиром (980—1015); за його князювання на українських землях було 4 єпархії: у Києві, Чернігові, Білгороді й Володимирі Волинському (1240 — 10 єпархій). Канонізований у середині 13 ст.
- 989-96 — побудова Десятинної церкви в Києві.
- 1015 — Вбивство князів Бориса і Гліба; 1019 канонізовані Східною Церквою — перші святі Русі
- 1037-54 — побудова собору святої Софії в Києві.
- 1051 — Заснування Києво-Печерського монастиря.
- 1051-54 — Іларіон — перший митрополит із русичів
- 1054 — Розрив між Східною і Західною Церквами; початок їхньої боротьби за Українську Церкву.
- 1073 — 1074 Упокоєння преподбних Антонія і Теодосія Печерських, засновників чернецтва в Україні.
- 1106 — 08 Паломництво чернігівського ігумена Данила до Святої Землі, описане у «Житії і хожденії Данила, Руської землі ігумена».
- 1147 — Вибір митр. Клима Смолятича собором єпископів у Києві без згоди царгородського патріарха.
- 1147 — Створення Гал. єпархії (єпископства); перший відомий гал. єп. — Косма.
- 1169 — Руйнування Києва суздальським князем Андрієм. Спалення та пограбування більшості церков та монастирів.

## II. Від занепаду Київської держави до поділу Київської митрополії. 1240—1458
Після татарської навали (1240) Київ утратив значення політичного і церковного центру; його роль перебрали на півночі Володимир, згодом Москва, а на заході Галицько-Волинська держава, згодом Литовська Русь. Спочатку Київська митрополія з осідком у Володимирі над Клязьмою з труднощами підтримувала церковну організацію, згодом, поруч «митрополита Київського і всея Руси» (з осідком у Москві), постали Галицька (1303) і Литовська (1354) митрополії. Політичний антагонізм між Москвою і Руссю-Україною допровадив до розподілу давньої Київської митрополії на дві: Київську, в якій залишилася Українсько-Білоруська православна церква в Польсько-Литовській державі, і Московську.
- 1240 — татарська навала на Русь зруйнувала близько 600 церков та 20 монастирів і ослабила централізуючу роль київського митрополита.
- 1243 — київський митрополит Кирило II залишив Київ і жив переважно у Володимирі над Клязьмою; остаточно переніс митропольну катедру з Києва до Володимира 1299 митрополит Максим, прийнявши титул «митрополита київського і всея Руси».
- 1245 — участь архієпископа Петра Акеровича у Ліонському соборі, на якому він домагався підтримки проти татарської навали.
- 1253 — папський леґат коронував князя Данила Романовича.
- 1274 — помісний собор єпископів у Володимирі ухвалив «Правила» про церковну організацію і поведінку священників.
- 1303 — 47 Перша Галицька митрополія (перший галицький митрополит Ніфонт); вдруге вона діяла в 1371—1401 pоках.
- 1354 — царгородський патріарх Филотей затвердив осідок Київ, митрополії в Москві; одночасно дозволив заснувати окрему Литовсько-руську митрополію, яка з перервами проіснувала до 1419.
- 1415 — церковний собор у Новгородку відмовив послуху митрополиту «Києва і всея Руси» Фотієві у Москві й обрав Київського митрополита Григорія Цамблака (1415—1419).
- 1418 — участь митрополита Григорія Цамблака на соборі у Констанці.
- 1439 — участь митрополита Ісидора (1436—1441) у Флорентійському соборі, де він підписав акт об'єднання грецької і римської церков (див. Флорентійська унія).
- 1443 — грамота короля Володислава III Руській Церкві, яка зрівнювала її у правах з католицькою.
- 1458 — остаточний розподіл Київської митрополії на Київську та Московську (остання — не визнана, з 1589 патріархія). Київська митрополія охоплювала 11 єпархій.

## III. Церква у Литовсько-Польській державі до Берестейської унії. 1458—1596
Обмеження світською владою церковної свободи привело до ослаблення церковної дисципліни та занепаду авторитету Церкви. Від української Церкви відходять вищі, впливові й заможні роди, що стають прихильниками реформаційних течій або Католицької Церкви. Ролю опікунів Церкви поступово перебирають нижчі прошарки населення, зокрема міщанство і братства, що допровадило до того, що ієрархія почала схилятися до унії з Римом.
- 1463 — Перша згадка про Львівське Успенське Братство; 1586 року воно отримало права Ставропігії.
- 1491 — Початки Мукачівської єпархії на Закарпатті (перший єп. Іван), яка безпосередньо підлягала царгородському патріархові.
- 1498 — Польські королі привласнюють собі право патронату над Православною Церквою (призначення кандидатів на митрополичу та єпископські катедри).
- 1507 — 22-ий Київський митрополит Йосиф II Солтан реорганізував Київську Церкву, дбав про зміцнення дисципліни духовенства («Правила», прийняті на Віленському соборі 1509).
- 1511 — Привілей короля Жиґмонда І підтвердив права православної церкви (за каноном Східної Церкви); 1563 Жиґмонд II надав права правос. шляхті.
- 1539 — Відновлення Галицької єпархії з осідком у Львові (єпископ Макарій Тучапський, 1539—1549), як продовження Галицької митрополії.
- 1560-ті — Прихід проповідників протестантизму на Західні Українські Землі.
- 1568 — Поява чину єзуїтів в Україні; заснування їхніх шкіл.
- 1581 — Друк Острозької Біблії церковно-слов'янською мовою друкарем Іваном Федоровичем.
- 1588—1589 — Перебування царгородського патріарха Єремії II в Україні, який усунув непорядки в Київській митрополії і позбавив митрополита Онисифора Дівочку (1579—1589) митрополичого чину.
- 1590 — Розмови православного (Гедеона) і католицького (Я. Сомковського) єпископів про поєднання.
- 1595 — Подорож українсько-білоруських єпископів Іпатія Потія та Кирила Терлецького (прихильників унії) до Риму.

## IV. Розподіл Церкви на Православну і з'єднану з Римом (Уніятську). 1595—1685
Проголошення унії з Римом спричинило боротьбу між прихильниками і противниками цього акту. Православні намагалися скріпити своє становище при допомозі козаччини (згодом Коз. Держави) та створення нової ієрархії, а уніяти — прихильним ставленням Речі Посполитої, сподіваючися зрівняння у правах з латинським духовенством. Завзята боротьба двох віросповідань створює багату полемічну літературу й висуває талановитих богословів та ієрархів, з яких особливо визначилися реформами серед православних митр. П. Могила, а серед уніятів митр. Й. Велямин Рутський. У Коз.-гетьманській державі православна церква мала значні впливи і підтримку.
- 1596 — Берестейська унія проголошена на Соборі в Берестю 6 — 9 (16 — 19 н. ст.) 10. прихильниками унії, але заперечена православними на паралельному Соборі в Бересті.
- 1599 — Порозуміння православних і протестантів у Вільні; спільний з'їзд у Сандомирі (1606).
- 1609 — Поль. сейм визнав поділ укр.-білор. населення на уніятів і православних, рекомендуючи їм конфесійну толеранцію.
- 1617 — 24 — Реорганізація Чину Василіян.
- 1613 — 37 — Митр. Йосиф Велямин Рутський здійснив реорганізацію чернечого життя.
- 1615 — Заснування Київ. Богоявленського Братства і школи при ньому, перетвореної на колеґію (1632), згодом на Києво-Могилянську Академію (1701).
- 1620 — Відновлення православної ієрархії (на чолі з митр. Йовом Борецьким) та Київської митрополії Єрусалимським патріархом Теофаном.
- 1623 — Вбивство ревного діяча унії архієп. Йосафата Кунцевича у Полоцьку (1867 канонізований).
- 1626 — Кобринський синод Київ. уніятської митрополії обговорює справу поєднання з православними.
- 1627 — Петро Могила обраний архімандритом Києво-Печерської Лаври; 1632 — 47 київ. митрополит.
- 1628 — 29 — Спроба «поєднання Руси з Руссю» на соборах в Городку на Волині й у Києві та Володимирі.
- 1632 — Сейм Речі Посполитої схвалив «Пункти заспокоєння обивателів … релігії грец.» — частинне повернення прав православним й легалізація правос. ієрархії.
- 1633 — Київ знову став леґальним, офіційно визнаним, осідком правос. митрополитів.
- 1636 — 37 Спроба порозуміння між православними й уніятами та вибору спільного патріарха (кандидатура митр. П. Могили).
- 1640 — Собор у Києві схвалив «Православне Ісповідання Віри».
- 1646 — Ужгородська унія на Закарпатті.
- 1647 — 57 Митр. Сильвестр Косів обстоював незалежність Української православної церкви та її перебування в юрисдикції Константинопільського патріарха.
- 1658 — Гадяцький договір відновив старі привілеї Православної Церкви і домагався скасування унії.
- 1663 — Правос. собор у Корсуні обрав 2 митрополитів: Йосифа Нелюбовича-Тукальського з резиденцією в Чигирині, й Антона Винницького, який керував зах.-укр. єпархіями.
- 1680 — Спроба порозуміння між правос. й уніятами на спільній нараді в Любліні (ініціатива уніятського митр. К. Жоховського).

## V. Церква з 1686 до кін. 18 ст
Щораз більший вплив Росії на Гетьманщині позначився поступовим підпорядкуванням Української православної церкви Москві. Врешті Церква втратила свою самостійність і зазнала русифікації. Низка укр. учених-богословів та ієрархів переїхала до Росії і стала на службу Рос. Церкви. У 1700 — 63 pp. у Росії провадили душпастирську діяльність близько 70 укр. митрополитів, архієп. і єп. Укр.-білор. Кат. Церква стала панівною на землях тодішньої Речі Посполитої.
- 1685 — 1686 — Підпорядкування Київ. правос. митрополії юрисдикції Моск. патріархії. Митр. Ґедеон — кн. Святополк Четвертинський, висвячений у Москві, склав присягу на вірність Моск. патріархії. Польща погоджується на залежність правос. єпархії у Речі Посполитій від Київ. митрополії.
- 1688 — Чернігівську єпархію підпорядковано безпосередньо Моск. патріархії. Надання моск. патріархом ставропігії Києво-Печерській Лаврі й Межигірському монастиреві.
- 1692 — 1712 — Перехід на унію єпархій: Перемиської (1692), Львівської (1700), Луцької (1702, 1712); Львівського Успенського Братства (1708), Почаївського монастиря (1712).
- 1697 — Pacta conventa і поль. сеймова конституція 1699 обмежують права православної церкви в Речі Посполитій.
- 1700 — Стефан Яворський — рязанський митр., згодом місцеблюститель моск. патріарха (1702 — 21).
- 1702 — 09 — Дмитро Туптало — митр. ростовський, автор капітальної праці про житія святих «Четьи-Минеи» (1699—1705); канонізований 1757.
- 1708 — 18 — Київ. митр. Йоасаф Кроковський виступив на оборону митрополії перед втручанням царя Петра І в справи Укр. Церкви.
- 1720 — Реформи уніятської Церкви на Замойському синоді, який наблизив її частково обрядово й організаційно до латинської.
- 1721 — «Духовний Реґлямент» Теофана Прокоповича; скасування моск. патріархату і утворення Святішого Правительствующого Синоду, керівного органу православної церкви в Рос. Імперії.
- 1722 — Втручання рос. уряду в церк. справи Польщі, призначення рос. комісара (Г. Рудаківського) для справ правос. у Польщі.
- 1731 — 47 — Рафаїл Заборовський, київ. архієп., з. 1743 митрополит, меценат освіти і церк. мистецтва.
- 1743 — Об'єднання 195 василіянських монастирів Литовської і Руської конгрегації в один «Руський Чин св. Василія В.».
- 1744 — 64 — Будова собору св. Юра у Львові.
- 1768 — Ратифікація Акту про права православних у Польщі.
- 1770 — Обмеження титулу Київ. митрополитів (без «і Малия Росії»).
- 1772 — Перехід Галичини під володіння Австрії сприяє розвиткові укр.-кат. (офіційна назва — гр.-кат.) церкви.
- 1774 — 84 — Гр.-кат. духовна семінарія «Барбареум» у Відні
- 1775 — Усамостійнена гр.-кат. Мукачівська єпархія переносить осідок до Ужгороду за єп. А. Бачинського.
- 1777 — Заснування гр.-кат. Крижевацької єпархії (Хорватія).
- 1783 — Чернівецьку правос. єпархію (1782 перенесену з Радівців) підпорядковано серб. митрополії в Карловицях (Хорватія).
- 1783 — Австр. влада заснувала Гр.-кат. духовну генеральну семінарію у Львові.
- 1786 — Секуляризація церк. земель на Гетьманщині; секуляризація церк. і монастирських маєтків у Галичині й на Буковині (1782 — 85), На Буковині створено церк.-рел. фонд.
- 1787 — 1809 «Studium Ruthenum» — богословсько-філос. заклад для українців при Львівському університеті.
- 1791 — Пинська Конґреґація (собор) намагалася створити автокефалію православної церкви в Польщі, але поділи Речі Посполитої перекреслили ці плани.

## VI. Церква від кін. 18 ст. до 1917
На укр. землях у Рос. Імперії православна церква (цілком залежна від держави) підпадає дальшій русифікації (київ. митрополити і більшість єп. 7 єпархій були здебільшого росіяни), а уніятська — насильницькій ліквідації. Рівночасно в Австрії розвивається Греко-католицька церква і набуває познак укр. нац. Церкви.
- 1805 — Смерть останнього уніятського митр. з титулом Київ. — Теодосія Ростоцького.
- 1808 — Відновлення Гал. митрополії (митр. Антін Ангелович).
- 1816 — 58 Галицький митр. Михайло Левицький перший кардинал — українець (з 1856).
- 1818 — Заснування Пряшівської єпархії на Закарпатті.
- 1819 — Створення Київ. Дух. Академії на базі розв'язаної Києво-Могилянської Академії.
- 1839 — Ліквідація унії в Рос. Імперії.
- 1860 — 1917 Видання наукового місячника «Труды Киевской духовной академии».
- 1869 — Початки євангельських течій на Наддніпрянщині («штунда»).
- 1873 — Створення Буковинської митрополії; перший митрополит Євгеній Гакман; 1875 заснування богословського факультету при Чернівецькому Університеті (існував до 1940).
- 1875 — Насильна ліквідація унії на Холмщині і Підляшші та переслідування її вірних.
- 1882 — Реформа Чину Василіян.
- 1884 — Оформлення Союзу Руських Баптистів у Херсонській губернії.
- 1885 — Засновано Станиславівеьку єпархію в Галичині (третя еп.).
- 1891 — Львівський Синод гал. провінції, скликаний митр. С. Сембратовичем (1885 — 98; з 1894 кардинал).
- 1892 — Заснування згромадження Сестер Служебниць у Галичині.
- 1893 — Заснування Колеґії св. Йосафата в Римі.
- 1900 — Гал. митрополитом став граф Андрей Шептицький (1900—1944).
- 1903 — У Відні опубліковано Св. Письмо українською мовою (переклад П. Куліша, І. Нечуя-Левицького, І. Пулюя); переклад Євангелія П. Морачевського у виданні рос. Синоду появився 1906 — 11.
- 1904 — Відновлення Чину Студитів у Галичині.
- 1905 — Царський указ про рел. толеранцію в Росії (він не стосувався унії).
- 1906 — Перехід на римо-католицизм частини українців на Холмщині й Підляшші.
- 1907 — Заснування Холмської правос. єпархії. Перше гр.-кат. єпископство в США; 1912 у Канаді.
- 1911 — Заснування укр. гілки Чину Редемптористів у Галичині.
- 1914 — 15 Переслідування рос. окупаційною владою Греко-католицької церкви в Галичині; вивіз митр. А. Шептицького до Суздалю (звільнений 1917).

## VII. Церква в 1917— 39 pp
Повалення царського уряду в Росії 1917 і відновлення укр. державности сприяли українізації православного руху і частинному розриву з рос. церк. центром: декрет УНР 1919 про автокефалію Укр. Церкви (його не можна було реалізувати) й організація Укр. Автокефальної Православної Церкви 1921 (побіч існували ще 3 ін. православної церкви), яка 1924 начисляла 30 єп.. близько 1 500 свящ. і 6л. 1 200 парафій. З кін. 1920-х pp. сов. влада знищила УАПЦ та її владик, і православної церкви в Україні поза кількома парафіями існували лише за межами СРСР (головне в Польщі). Дальший розвиток Гр.-Кат. Церкви, зокрема в Галичині і за океаном. Розбудова укр. протестантських течій в Західній Україні й в Америці.
- 1917 — Скликання єпархіальних з'їздів в Україні з Домаганням українізації православної церкви.
- 1917 — Створення Всеукр. Правос. Церк. Ради в Києві.
- 1918 — Всеукр. Церк. Собор у Києві (3 сесії), схвалення ним (3. 7.) «Статуту про тимчасову Найвищу Управу православної церкви в Україні» й оголошення від імени уряду, що Українська православна церква має бути автокефальною (12. 11.). У гетьманському уряді постало міністерство ісповідань (воно діяло й за Директорії; міністри: В. Зіньківський, О. Лотоцький, за Директорії І. Огієнко та ін.).
- 1918 — Собор Рос. Правос. Церкви (Р. П. Ц.) формально визнав автономію православної церкви в Україні.
- 1918 — Заснування Укр. Греко-православної церкви (УГПЦ) в Канаді; (в 1979 вона охоплювала 300 громад, 93 священників і близько 120 000 вірних).
- 1919 — Закон уряду Директорії УНР про автокефалію Української православної церкви (1. 1.). Декрет * Тимчасового роб.-сел. уряду України" про відокремлення церкви від держави (22. 1.).
- 1919 — Заснування * Української православної церкви (УПЦ) у США, з 1951 з осідком у Бавнд Бруку, б. Нью-Йорку; 1980 охоплювала 93 парафій, 94 священників і близько 100 000 вірян.
- 1920 — Запровадження целібату в Станиславівській гр.-кат. єпархії (1925 у Перемиській).
- 1920 — Всеукр. Правос. Церк. Рада проголосила (18. 5.) Укр. Правос. Церкву автокефальною.
- 1920 — Початок правос. руху на Закарпатті і на гал. Лемківщині; утворено Мукачівсько-Пряшівську єпархію в юрисдикції Серб. православної церкви.
- 1921 — Всеукр. церк. собор у Києві (14 — 30. X.) проголосив створення Української Автокефальної Православної Церкви під проводом митр. В. Липківського (1921—1927).
- 1921 — Церк. з'їзд у Почаеві ухвалив українізацію правос. церк. життя. 1921 — 22 — Візитація митр. А. Шептицьким укр.-кат. громад у Півн. і Півд. Америці.
- 1922 — «Тимчасові Правила» про відносини держави до православної церкви в Польщі (30. 1.); перший митрополит Юрій Ярошевський.
- 1923 — Заснування Укр. Богослов. Товариства у Львові; видання ж. «Богословія».
- 1924 — Єп. УАПЦ Йоан Теодорович переїхав до Америки, де з 1925 очолював Укр. Правос. Церкву в США і Канаді.
- 1924 — православна церква в Польщі отримала автокефалію з Царгороду; з митр. Діонісіем Валединським (з 1923) на чолі.
- 1924 — Відділено закарпатців гр.-католиків у США в окремий Пітсбурзький екзархат. Філядельфійським єп. укр. гр.-католиків став К. Богачевський.
- 1925 — Заснування протестантських формацій у Галичині: Укр. Євангельсько-Авґсбурґська Церква з осідком у Станиславові і Укр. Євангельсько-Реформована Церква у Коломиї і Станиславові.
- 1925 — Конкордат Ватикану з Польщею, що ним була охоплена й Греко-католицька церква.
- 1926 — Уряд УРСР закрив Києво-Печерську Лавру, а територію монастиря проголосив держ. заповідником,
- 1927 — 2 Всеукр. Правос. Собор (24. 10.) обрав митр. Миколая Борецького (1927—1930). Видання у Харкові органа УАПЦ «Церква і життя» (1927—1928).
- 1927 — Заснування «Спілки Войовничих Безвірників України».
- 1928 — Перетворення богословського фак. при Гр.-Кат. Дух. Семінарії у Львові на Гр.-Кат. Богословську Академію.
- 1929 — Оформлення Української православної церкви в Америці в юрисдикції Вселенського патріарха, під проводом єп. Йосифа Жука.
- 1929 — 30 Арешти діячів УАПЦ за приналежність до Спілки Визволення України.
- 1930 — Надзвичайний ліквідаційний собор УАПЦ в Києві (28 — 29. 1.). Того ж року в грудні відновлена Українська православна церква під проводом митр. Івана Павловського (проіснувала до 1936).
- 1931 — 39 — Товариство ім. Петра Могили у Луцькому ширить укр. правос. думку.
- 1932 — Заснування укр. гілки Чину Селезіян.
- 1933 — Заснування Кат. Асоціації Укр. Молоді «Орли» з осідком у Львові (діяла до 1939).
- 1934 — Постання Лемківської Апостольської Адміністратури (до 1945). Демонстрація укр.-кат. молоді «Укр. Молодь Христові» у Львові.
- 1934 — Сов. влада знищила Михайлівський Золотоверхий монастир у Києві та заборонила богослуження в Софійському соборі й оголосила його музеєм-заповідником.
- 1938 — Нищення поль. владою правос. церков на Холмщині й Підляшші.
- 1938 — Оформилася в США в окрему єпархію Карпато-Руська Гр.-Кат. православна церква в юрисдикції Царгородського патріарха.

## VIII. Церква під час і після другої світової війни 1939—1983
Відродження УАПЦ в 1942 — 44 та її знищення з поверненням сов. влади. В Україні діє лише толерована сов. владою Рос. православна церква. УАПЦ продовжує своє існування в діяспорі (побіч ін. укр. правос. церков). Укр. Кат. Церква на Західній Україні була також ліквідована сов. владою 1946 — 49, відтоді вона перебуває лише у підпіллі. Переслідувані також укр. протестантські течії та секти. Огнища укр. церк.-рел. життя створилися в діяспорі та в Римі.
- 1940 — Створення в Ген, Губернії Холмсько-Підляської (єп. Іларіон Огієнко) і Краківсько-Лемківської (єп. Палладій Видибіда-Руденко) єпархій.
- 1941 — Варшавський митр. Діонісій декретом від 24. 12. створив Тимчасову Адміністратуру Автокефальної православної церкви на звільнених від советів землях України і призначив архієп. Полікарпа Сікорського тимчасовим адміністратором.
- 1942 — Відновлення УАПЦ в «Райхскомісаріаті України» — висвячення 3 єп. і відбуття першого їхнього собору у Пинському (9 — 10. 2.); на соборі у Києві (травень) обрано архієп. Полікарпа Сікорського митрополитом УАПЦ і висвячено 6 єп., а літом 1942 у Луцькому 4 єп. і в Києві 2 єп. Спроба поєднати УАПЦ з Автономною Правос. Церквою в Україні (митр. Олексій Громадський) заборонена нім. владою.
- 1943 — Створення Ради в справі Російської православної церкви при Раді Міністрів СРСР з уповноваженими при Раді Мін-ів УРСР. Виїзд ієрархії УАПЦ на еміграцію перед большевицькою окупацією.
- 1944 — Смерть митр. Андрея Шептицького 1. 11.; його наступником став Йосиф Сліпий (висвячений 22. 12. 1939).
- 1945 — Ув'язнення ієрархії Укр. Кат. Церкви на чолі з митр. Й. Сліпим.
- 1945 — 48 Заснування УАПЦ в Німеччині (1945), у Бельгії (1947), у Франції, Англії, Австралії, Аргентині й Бразилії (1948).
- 1946 — На т. зв. «Соборі Гр.-Кат. Церкви» у Львові проголошено 8 — 10. 3. уневажнення Берестейської унії та приєднання Греко-католицької церкви до Російської православної церкви. У березні ув'язнено в концтабори ієрархів Гр.-Кат. Церкви. Поява «Православного Вісника» у Львові (з 1971 у Києві), органу екзархату РПЦ України. У Вінніпезі засновано Православну Колеґію св. Андрія.
- 1946 — Заснування Гр.-кат. Духовної Семінарії в Гіршберґу (Німеччина); в 1949 — 51 діяла в Кулемборґу (Голландія).
- 1946 — Єп. Іван Бучко — апостольський візитатор для українців котоликів у Західній Європі з осідком у Римі.
- 1947 — Розкол в УАПЦ на церк. з'їзді в Ашаффенбурзі (Зах. Німеччина); створення УАПЦ (Соборноправної) на чолі з архієп. Григорієм Огійчуком, осередком якої стали США (Чикаго).
- 1948 — православна церква в Польщі дістала автокефалію від Москви.
- 1949 — На Закарпатті на рел. з'їзді в Мукачеві оголошено не дійсною Ужгородську унію з Римом.
- 1950 — Ліквідація Греко-католицької церкви на Пряшівщині (відновлена 1968); 1951 вона стала складовою частиною Автокефальної православної церкви в Чехо-Словаччині.
- 1951 — Митр. Іларіон Огієнко (1951—1972) очолив Укр. Гр.-Правос. Церкву в Канаді.
- 1951 — Постала в США Укр. Автокефальна православна церква в екзилі, очолена архієп. Палладієм Видибідою-Руденком, з 1954 перейшла під юрисдикцію Константинопільського патріарха.
- 1951 — Створення 4 екзархатів для укр.-католиків у Канаді (Вінніпеґ, Едмонтон, Торонто, Саскатун).
- 1952 — Заснування Укр. Папської Малої Семінарії у Люрі (Франція), 1956 перенесена до Риму.
- 1953 — Смерть митр. УАПЦ Полікарпа Сікорського в Парижі; його наступник митр. Ніканор Абрамович (1953—1969).
- 1955 — Заснування Укр. Християнського Руху (през. В. Янів).
- 1956 — Поділ Філядельфійського екзархату на Філядельфійський і Стемфордський.
- 1956 — Перший собор УАПЦ на чужині в Карлсруе (Німеччина) під головуванням митр. Ніканора Абрамовича.
- 1956 — 58 Утворення Української Кат. Митрополії в Канаді — Вінніпезької (1956, митр. Максим Германюк) і Філядельфійської в США (1958 митр. Константин Богачевський).
- 1957 — Оповіщення про молитовно-духовну єдність трьох укр правос церков (УАПЦ, УПЦ в США, УГПЦ в Канаді).
- 1958 — 68 Утворення екзархатів для українців католиків у Вел. Британії (1957), Австралії (1958), Німеччині (1959), Франції (1960), Бразилії (1962), Аргентині (1968).
- 1957 — 64 Посилена антирел. акція в Україні; ліквідація близько половини церк.рел. установ (парафій, монастирів, семінарій).
- 1960 — Спільна нарада (29 — 30. 4.) УПЦ в США, Укр. Гр.-православної церкви Канади, УАПЦ Европи ухвалила, що «поза межами України існує тільки одна Українська православна церква». Цю постанову потвердив Собор єпископів 3 митрополій (1. 11. 1973).
- 1963 — Митр. Йосиф Сліпий прибув з заслання до Риму; визнаний Верховним Архіепископом львівським (23. 12. 63); іменований кардиналом (25. 1. 1965); з весни 1975 користується титулом патріарха. Заснування Українського Католицького Університету св. Климентія в Римі (25. 11. 1963).
- 1964 — Декрет II Ватиканського Собору про Кат. Сх. Церкви. Початок патріархального руху в Укр. Кат. Церкві.
- 1963 — 65 Синоди-конференції укр. кат. єпископів у Римі, пізніше т. зв. Архієп. синоди: 1969, 1971, 1973, 1975.
- 1966 — Призначення митр. Філарета Денисенка «екзархом всієї України»; екзархат охоплює тепер 18 єпархій з 2 500 — 3 000 церков.
- 1968 — 1976 Кардинал Йосиф Сліпий відвідав вірних в Європі, Америці й Австралії.
- 1969 — Утворення Пітсбурзької митрополії для закарпатців в США (митр. С. Кочішко).
- 1971 — Виступ кард. Сліпого на Синоді єпископів в обороні Укр. Церкви (вдруге 1974).
- 1971 — Архієпископ Мстислав Скрипник — митрополит УПЦ в США (організатор Релігійно-культурного центру в Баунд-Брук); з 1969 також митрополит УАПЦ.
- 1972 — 73 Собори УАПЦ в Лондоні й Парижі.
- 1972 — Василь Величковський, єп. підпільної Укр. Кат. Церкви в Україні, звільнений з сов. в'язниці, прибув до Риму, помер у Вінніпезі (1973). в справі переслідування укр. культ. діячів у СРСР. У Баунд-Бруку засновано духовну семінарію св. Софії.
- 1979 — Лист Папи Івана Павла II до Кардинала Йосифа Сліпого в справі 1000-річчя Хрищення Руси-України.
- 1980 — Надзвичайний Синод єпископів Укр. Кат. Церкви, в Римі обрав, а Папа іменував митр. Мирослава Любачівського наступником митр. Й. Сліпого.
- 1981 — Нарада Єпископату і представників вищих церк. управлінь 3 митрополій Української православної церкви у Вінніпезі (13 — 15. 3).
- 1982 — Секретарем Конґреґації для Сх. Церков став архієп. Мирослав Марусин. В Україні постала Ініціативна група захисту прав гр.-кат. вірних і Церкви, очолена Й. Терелею.
- 1983 — Синод української кат. ієрархії у Римі ухвалив статут Священного Синоду єпископів Помісної Укр. Кат. Церкви.

## Сучасний стан
Станом на 2020 рік Вселенський патріарх Варфоломій підтвердив, що Православна Церква України є єдиною канонічною православною церквою в Україні. Про це він написав у листі до редакторів видання Cerkvarium, відповідаючи на їх запит щодо статусу так званої УПЦ МП. 11 жовтня 2018 року Священний Синод Вселенського патріархату скасував патріаршу грамоту 1686 року про зверхність Московського патріархату над Київською митрополією. 6 січня 2019 року в резиденції Вселенського патріархату на Фанарі митрополита Епіфанія — канонічний митрополит Київський і всієї України отримав Томос про автокефалію Православної церкви України. «Відтоді нова автокефальна церква України є єдиною канонічною православною церквою на території Української держави» — констатував Вселенський патріарх Варфоломій.